# Sjóvinnubankin
Sjóvinnubankin (på dansk: Fiskeriindustribanken) var den næststørste bank på Færøerne. Banken blev stiftet den 6. oktober 1932 af Føroya Skipara og Navigatørfelag (Færøernes Skipper- og Navigatørforening) for at skaffe bedre finanseringsmuligheder til den færøske fiskeindustri. Banken åbnede første gang den 15. december 1932 i Tórshavn.
I 1951 kom Sjóvinnubankin i økonomiske problemer pga. mange konkurser i den færøske fiskeflåde. Banken var tæt på konkurs, men kom på ret kurs igen. Den 6. oktober 1992, på 60 års dagen for bankens stiftelse, kom Sjóvinnubankin endnu en gang i økonomiske problemer. Denne gang pga. den færøske, økonomiske krise. Med hjælp fra den danske regering kom det færøske lagting banken til undsætning, og en konkurs blev undgået. Jørn Astrup Hansen blev sat i spidsen for oprydningsarbejdet og blev direktør i Sjóvinnubankin. Den 1. januar 1994 fusionerede Sjóvinnubankin med Færøernes største bank, Føroya Banki, som også havde undgået konkurs med hjælp fra de to førnævnte aktører. Den nye bank fortsatte under navnet Føroya Banki med Sjóvinnubankins logo. I 2010 skiftede Føroya Banki navn til BankNordik og fik nyt logo. Jørn Astrup Hansen fortsatte som direktør for banken frem til 2005.